# Mr. Pip
Mr. Pip è un film del 2012 scritto e diretto da Andrew Adamson, con protagonisti Hugh Laurie e Kerry Fox.
La pellicola è l'adattamento cinematografico del romanzo Mister Pip di Lloyd Jones.

## Trama
Mr. Watts è l'ultimo bianco rimasto nell'isola della Papua Nuova Guinea dopo la chiusura delle frontiere. Senza abbattersi, decide di insegnare ai bambini del luogo aprendo una scuola. Il testo che utilizza per la loro conoscenza e formazione è il romanzo Grandi speranze, di Charles Dickens. Quando l'esercito si avvicina con l'ordine di distruggere l'esercito ribelle ed uccidere ogni suo membro, la piccola Matilda, trasportata dalle avventure del protagonista, narrate nel romanzo di Dickens, scrive sulla spiaggia la parola Pip, creando nella mente dei capi del governo e dell'esercito, l'illusione che Pip sia il soprannome del capo dei ribelli, a cui cominceranno a dare una caccia spietata e violenta.

## Produzione
Le riprese del film si svolgono tra Nuova Zelanda, Papua Nuova Guinea e l'isola di Bougainville.

## Promozione
Il primo trailer del film viene pubblicato online il 25 aprile 2013.

## Distribuzione
La pellicola è stata presentata al Toronto International Film Festival il 9 settembre 2012.

## Riconoscimenti
- 2013 - New Zealand Film and TV Awards
  - Miglior attore a Hugh Laurie
  - Miglior attrice a Xzannjah Matsi
  - Miglior colonna sonora a Harry Gregson-Williams e Tim Finn
  - Migliori costumi a Ngila Dickson
  - Candidatura per il miglior film
  - Candidatura per il miglior regista a Andrew Adamson
  - Candidatura per la migliore attrice non protagonista a Healesville Joel
  - Candidatura per il miglior attore non protagonista a Eka Darville
  - Candidatura per la migliore sceneggiatura a Andrew Adamson
  - Candidatura per la miglior fotografia a John Toon
  - Candidatura per il miglior montaggio a Sim Evan-Jones
  - Candidatura per la migliore scenografia a Grant Major
- 2014 - Australian Cinematographers Society
  - Miglior fotografia a John Toon